# Dominik Dudys
Dominik Dudys, född 23 augusti 2002, är en polsk simmare.

## Karriär
Vid EM 2024 i Belgrad var Dudys en del av Polens lag som tog silver på 4×100 meter frisim. Han erhöll även silver på 4×100 meter medley, 4×100 meter mixed frisim och 4×200 meter mixed frisim efter att ha simmat försöksheaten där Polen sedermera tog medaljer.